# Lost Highway (album Bon Jovi)
| Recensione | Giudizio |
| ---------- | -------- |
| AllMusic   | [ 1 ]    |

Lost Highway è il decimo album in studio del gruppo rock statunitense dei Bon Jovi. È stato pubblicato nel 2007.
È il terzo disco della band ad andare direttamente alla posizione numero 1 della Billboard 200, dopo Slippery When Wet del 1986 e New Jersey del 1988.

## Tracce
1. Lost Highway – 4:13 (Jon Bon Jovi, Richie Sambora, John Shanks)
2. Summertime – 3:19 (Jon Bon Jovi, Richie Sambora, John Shanks)
3. (You Want to) Make a Memory – 4:35 (Jon Bon Jovi, Richie Sambora, Desmond Child)
4. Whole Lot of Leavin' – 4:16 (Jon Bon Jovi, John Shanks)
5. We Got It Going On – 4:13 (Jon Bon Jovi, Richie Sambora, Kenny Alphin, John Rich) – featuring Big & Rich
6. Any Other Day – 4:04 (Jon Bon Jovi, Richie Sambora, Gordie Sampson)
7. Seat Next to You – 4:20 (Jon Bon Jovi, Richie Sambora, Hillary Lindsey)
8. Everybody's Broken – 4:11 (Jon Bon Jovi, Billy Falcon)
9. Till We Ain't Strangers Anymore – 4:44 (Jon Bon Jovi, Richie Sambora, Brett James) – featuring LeAnn Rimes
10. The Last Night – 3:32 (Jon Bon Jovi, Richie Sambora, John Shanks)
11. One Step Closer – 3:35 (Jon Bon Jovi, Richie Sambora, John Shanks)
12. I Love This Town – 4:35 (Jon Bon Jovi, Richie Sambora, Billy Falcon)

Bonus track - UK/Australia
1. Lonely – 3:55 (Jon Bon Jovi, Desmond Child, Darrell Brown)

Japan Bonus Tracks
1. Lonely – 3:55 (Jon Bon Jovi, Desmond Child, Darell Brown) – Produttore: Jon Bon Jovi
2. Put the Boy Back in Cowboy – 3:59 (Jon Bon Jovi)

U.S. iTunes Bonus Tracks
1. (You Want to) Make a Memory – 4:07 (Jon Bon Jovi, Richie Sambora, Desmond Child) – Pop edited version
2. (You Want to) Make a Memory – 4:16 (Jon Bon Jovi, Richie Sambora, Desmond Child) – Live at the Cannery Ballroom

U.S. iTunes Bonus Tracks (pre-order)
1. (You Want to) Make a Memory – 4:16 (Jon Bon Jovi, Richie Sambora, Desmond Child) – Live at the Cannery Ballroom
2. Lost Highway – 4:13 (Jon Bon Jovi, Richie Sambora, John Shanks) – Live at the Cannery Ballroom

U.S. Target Bonus Tracks
1. Walk Like a Man – 4:28 (Jon Bon Jovi)
2. I Love This Town – 4:47 (Jon Bon Jovi, Richie Sambora, Billy Falcon) – Live from the Cannery Ballroom

## Formazione

### Bon Jovi
- Jon Bon Jovi - voce, chitarra, acustica, songwriting
- Richie Sambora - chitarra solista, talkbox, cori, songwriting
- David Bryan - tastiere, cori
- Tico Torres - batteria

### Altri musicisti
- Hugh McDonald: basso
- Big & Rich - voce, chitarra in "We Got It Going On"
- John Catchings - vioncello
- Daniel Chase - tastiera
- Dan Dugmore - pedal steel guitar
- Paul Franklin - pedal steel guitar
- Carl Gorodetzky - violino
- Kurt Johnston - pedal steel guitar
- Charlie Judge - stringhe arrangementi, sintetizzatori
- Greg Leisz - pedal steel guitar
- Hillary Lindsey - cori in "Seat Next to You"
- Carole Rabinowitz-Neuen - violoncello
- LeAnn Rimes - voce in "Till We Ain't Strangers Anymore"
- Pam Sixfin - violino
- Kris Wilkinson - viola

### Altro personale
- Dann Huff - produzione
- John Shanks - produzione, songwriting
- Desmond Child - produzione, songwriting
- Billy Falcon - songwriting
- Gordie Sampson - songwriting
- Hillary Lindsey - songwriting
- Brett James - songwriting
- Darrell Brown - songwriting

## Classifiche

### Posizioni massime
| Classifica            | Posizione massima |
| --------------------- | ----------------- |
| Australia             | 2                 |
| Austria               | 1                 |
| Belgio (Fiandre)      | 7                 |
| Belgio (Vallonia)     | 44                |
| Canada                | 1                 |
| Danimarca             | 1                 |
| Finlandia             | 3                 |
| Francia               | 39                |
| Germania              | 1                 |
| Grecia                | 2                 |
| Giappone              | 1                 |
| Italia                | 10                |
| Messico               | 13                |
| Nuova Zelanda         | 2                 |
| Portogallo            | 16                |
| Norvegia              | 7                 |
| Paesi Bassi           | 1                 |
| Polonia               | 11                |
| Regno Unito           | 2                 |
| Repubblica Ceca       | 9                 |
| Spagna                | 2                 |
| Svezia                | 4                 |
| Svizzera              | 1                 |
| Stati Uniti d'America | 1                 |

### Classifiche di fine anno
| Anno | Paese                 | Posizione |
| ---- | --------------------- | --------- |
| 2007 | Belgio - Fiandre      | 68        |
| 2007 | Germania              | 15        |
| 2007 | Svizzera              | 17        |
| 2007 | Australia             | 92        |
| 2007 | Austria               | 13        |
| 2007 | Stati Uniti d'America | 49        |
| 2007 | Regno Unito           | 92        |

## Tour promozionale
Per promuovere l'album, il gruppo intraprese il Lost Highway Tour, partito il 25 ottobre 2007 dal Prudential Center di Newark, e conclusosi il 15 luglio 2008 al Madison Square Garden di New York.